# 比济耶
比济耶（法語：Buziet，法語發音：[byzjɛ]）是法国大西洋比利牛斯省的一个市镇，属于奥洛龙-圣玛丽区。

## 地理
比济耶（43°8'17"N, 0°28'35"W）面积8.18 平方千米，位于法国新阿基坦大区大西洋比利牛斯省，该省份为法国东南部省份，涵盖了贝阿恩与北巴斯克，西临大西洋比斯開灣，北至朗德省，东北接热尔省，东临上比利牛斯省，南与西班牙接壤。
与比济耶接壤的市镇（或旧市镇、城区）包括：阿吕迪、比济、拉瑟布塔、奥热莱班、奥洛龙-圣玛丽、冈镇。

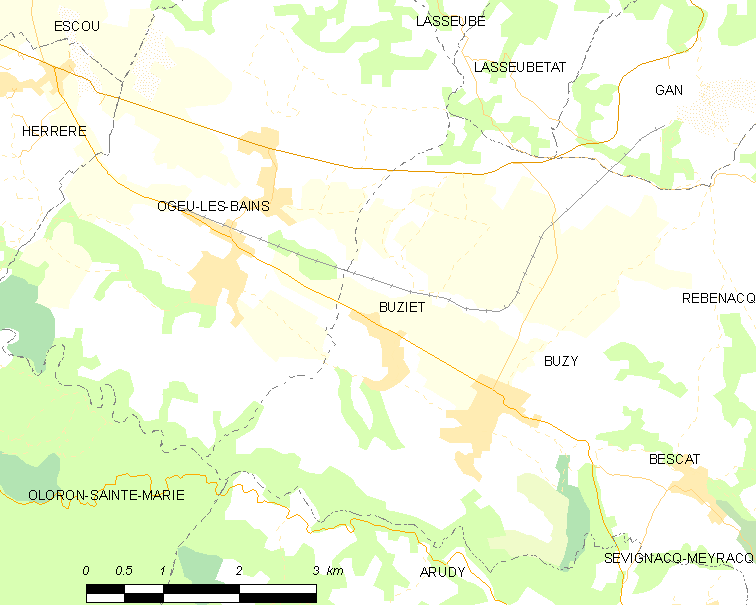
比济耶的OSM定位图

比济耶的时区为UTC+01:00、UTC+02:00（夏令时）。

## 行政
比济耶的邮政编码为64680，INSEE市镇编码为64156。

## 政治
比济耶所属的省级选区为奥洛龙-圣玛丽第二县。

## 人口

1962-2008年间比济耶人口变化图示

比济耶于2022年1月1日时的人口数量为477人。